# Цыбульский, Николай Степанович
Николай Степанович Цибульский (14 июня 1920, Товмач, Киевская губерния — 30 ноября 1943, Тараховка, Гомельская область) — командир батальона 340-го гвардейского стрелкового полка 121-й гвардейской стрелковой дивизии 3-й армии Белорусского фронта, гвардии майор. Участник освобождения Белоруссии от немецких войск в годы Великой Отечественной войны. Посмертно присвоено звание Героя Советского Союза.

## Биография
Родился в 1920 году в селе Товмач ныне Шполянского района Черкасской области Украины в семье младшего морского офицера крейсера «Варяг» Степана Трифоновича Цибульского, в своё время награждённого за отвагу Георгиевским крестом. Украинец. Член ВКП(б) с 1942 года. Образование среднее.
В Красной Армии с 1940 года. В 1941 году окончил Киевское военное пехотное училище. На фронте в Великую Отечественную войну с декабря 1941 года.
22 ноября 1943 года при освобождении Кормянского района Гомельской области батальон Цыбульского 340-го гвардейского стрелкового полка (121-я гвардейская стрелковая дивизия, 3-я армия, Белорусский фронт) прорвал вражескую оборону, форсировал реку Сож. После батальоном были освобождены деревни Литвиновичи и Коротыш. Также были отбиты 8 контратак при освобождении городского посёлка Корма. После форсирования реки батальон овладел опорными пунктами у деревень Красный Бор и Красная Ветка, обеспечив развёртывание и вступление в бой главных сил 340-го гвардейского стрелкового полка.
30 ноября 1943 года при отражении вражеской контратаки у деревни Тараховка Кормянского района Гомельской области Цибульский Николай Степанович погиб в бою. Похоронен на родине, в селе Товмач.
Указом Президиума Верховного Совета СССР от 3 июня 1944 года «за образцовое выполнение боевых заданий командования на фронте борьбы с немецко-фашистским захватчиками и проявленные при этом мужество и героизм» гвардии майору Цибульскому Николаю Степановичу посмертно присвоено звание Героя Советского Союза.

## Награды
- Герой Советского Союза;
- орден Ленина;
- орден Александра Невского.